# 랜드로버
랜드로버(영어: Land Rover)는 영국의 자동차 메이커로, 인도의 자동차 회사인 타타자동차 산하에 속해 있다. 미국의 지프가 보급형 SUV를 제작한다고 하면, 랜드로버는 프리미엄 SUV를 만들고 있다는 게 특징이다. 대표 차량으로는 '사막의 롤스로이스'라고 불리는 레인지로버(Range Rover)와 레인지로버의 아랫급 차량인 디스커버리, 중간급 차량인 디펜더, 그리고 랜드로버의 컴팩트 SUV인 디스커버리 스포츠 및 레인지로버 이보크가 있다.
1964년 당시 로버자동차의 모리스 윌크스와 스펜서 윌크스가 제작한 '랜드로버'라는 차에서부터 시작했다. 1967년 로버그룹이 영국의 레일랜드자동차 회사에 인수되었고, 1968년 레일랜드 자동차 역시 브리티시모터스홀딩스와 합병으로 인해 브리티시 레일랜드로 사명이 바뀌게 된다. 그러다가 1980년에 브리티시 레일랜드의 해체로 인하여 다시 로버자동차로 사명이 변경되었다가, 1994년 독일의 BMW가 로버 그룹을 인수했다. 그러나 로버를 인수한 이후 경영 악화로 인해 2000년에 BMW는 미니 브랜드 등을 남기고 랜드로버를 미국의 포드에 매각했다. 이후 볼보, 애스턴 마틴, 재규어 등과 함께 포드 산하에서 프리미어 오토모티브 그룹을 이루고 있었으나, 2008년에 포드의 경영 악화로 랜드로버는 재규어와 함께 2008년에 타타 자동차로 팔려 가게 된다. 같은 해 랜드로버는 재규어와 합병하여 재규어 랜드로버(JLR)라는 통합 법인이 출범했다.

## 차종
- 랜드로버 레인지 로버(1970년–현재)
- 랜드로버 레인지 로버 스포츠(2005년–현재)
- 랜드로버 레인지 로버 이보크(2011년-현재)
- 랜드로버 레인지 로버 벨라(2017년-현재)
- 랜드로버 디스커버리(1989년-현재)
- 랜드로버 프리랜더(1997년-2014년)
- 랜드로버 디펜더(1947년-2015년, 2019년-현재)
- 랜드로버 디스커버리 스포츠(2015년-현재)